# Arbeidscyclus

De arbeidscyclus is gedefinieerd als de verhouding tussen de pulsduur en de periode van een rechthoekige golfvorm

De arbeidscyclus (Engels: duty cycle) van een periodiek optredend verschijnsel is de verhouding van de tijd dat het verschijnsel aanwezig (actief) is en de totale periode. Meestal wordt deze verhouding uitgedrukt als percentage.
De arbeidscyclus kan als een formule worden uitgedrukt als:
{\displaystyle D={\frac {PW}{T}}\times 100\%}
waarin {\displaystyle D} de arbeidscyclus is, {\displaystyle PW} de tijd is waarin het verschijnsel actief is en {\displaystyle T} de totale periode van het verschijnsel. Dus een arbeidscyclus van 60% betekent dat het verschijnsel zich 60% van de tijd voordoet en 40% van de tijd niet. Over de tijdsduur van de actieve periode geeft de arbeidscyclus geen informatie; dat kan een fractie van een seconde, dag of zelfs week zijn, afhankelijk van de duur van de periode.
Arbeidscycli kunnen worden gebruikt om het percentage van de tijd van een actief signaal in een elektrisch apparaat zoals een stroomschakelaar in een schakelende voeding of het afvuren van actiepotentialen door een levend systeem zoals een zenuwcel te beschrijven.

## Toepassingen

### Elektrische apparaten
Elektrische motoren gebruiken meestal minder dan 100% van de arbeidscyclus. Een motor bijvoorbeeld loopt voor een uit de 100 seconden of 1/100 van de tijd, dan is zijn arbeidscyclus dus 1/100 of 1%.
In elektronische muziek variëren muzieksynthesizers de arbeidscyclus van hun audiofrequentieoscillatoren om een subtiel effect op de klankkleuren te krijgen. Deze techniek staat bekend als pulsbreedtemodulatie (Engels: pulse-width modulation, PWM).
In de printer/kopieer-industrie verwijst de arbeidscyclusspecificatie naar de nominale doorvoersnelheid (afgedrukte pagina's) van een apparaat per maand.
In een lasapparaat is de maximale arbeidscyclus gedefinieerd als het percentage van de tijd in een periode van 10 minuten dat het bediend kan worden zonder te oververhitten.

### Biologische systemen
Het begrip arbeidscyclussen wordt ook gebruikt om de activiteit van zenuwcellen en spiercellen te beschrijven. Bijvoorbeeld in een neuraal netwerk waarin de arbeidscyclus specifiek verwijst naar de hoeveelheid van een cyclusperiode waarin de zenuwcel actief blijft.